# Calocosmus chevrolati
Calocosmus chevrolati là một loài bọ cánh cứng trong họ Cerambycidae.